# Erik McCree
Erik McCree (ur. 20 grudnia 1993 w Orlando) – amerykański koszykarz występujący na pozycji silnego skrzydłowego.
1 sierpnia 2018 został zawodnikiem VL Pesaro.
26 lipca 2019 dołączył do francuskiego BCM Gravelines-Dunkerque.

## Osiągnięcia
Stan na 17 sierpnia 2020, na podstawie, o ile nie zaznaczono inaczej.
NCAA
- Mistrz:
  - sezonu regularnego konferencji USA (2015)
  - dywizji konferencji Ohio Valley (OVC – 2013)
- Uczestnik turnieju Portsmouth Invitational (2017)
- Zaliczony do:
  - I składu:
    - konferencji USA (2017)
    - dystryktu:
      - XI (2017 przez NABC)
      - VII (2017 przez USBWA)

    - All-Louisiana (2017)

  - II składu:
    - konferencji USA (2016)
    - dystryktu XI (2016 przez NABC)
    - All-Louisiana (2016)

  - IV składu College Sports Madness konferencji USA (2015)